# Белуфа, Самир
Сами́р Белуфа (араб. سمير بلوفة‎, фр. Samir Beloufa; род. 27 августа 1979[…], Мелён) — алжирский футболист, защитник.

## Карьера

### В клубах
Первым клубом Самира Белуфа стал французский «Канн». Однако за основной состав он не провёл ни одного матча и в 1997 году ушёл в итальянский «Милан». Провёл за «россонери» три матча в сезонах 1997/98 и 1998/99. На сезон 1999/2000 был отдан в аренду в клуб серии B «Монца». Там Белуфа сыграл 12 матчей. По окончании сезона «Милан» продал игрока в бельгийский «Жерминаль Беерсхот». Самир два года играл там, проведя 47 матчей и забив 1 гол. В 2002 бельгийцы продали алжирца в «Бастию». За этот клуб футболист сыграл лишь один матч в чемпионате Франции против «Ланса» и через год вернулся в Бельгию, став игроком «Мускрона». За два года он сыграл 52 матча и в 2005 году был продан в «Вестерло», а затем оттуда в «Хельсингборг». В 2007 году Белуфа дебютировал в Кубке УЕФА. 20 сентября в матче 1-го раунда против «Херенвеена» он вышел в стартовом составе и после перерыва был заменён. 8 ноября в групповом матче против «Галатасарая» он вышел на замену на 90-й минуте вместо Андреаса Даля. В 2008 году он объявил о завершении карьеры, однако в январе 2010 года вернулся и подписал контракт с клубом «Олимпик».

### В сборной
В национальной сборной Алжира Самир Белуфа дебютировал 15 января 2004 года в товарищеском матче против команды Мали. В том же году на Кубке африканских наций он сыграл 2 матча против сборных Камеруна и Марокко. В отборочном турнире на чемпионат мира 2006 года Белуфа сыграл в трёх матчах. Всего за сборную он провёл 9 матчей.

### Матчи и голы за сборную Алжира
| № | Дата            | Оппонент     | Счёт | Голы Белуфа | Соревнование                                    |
| 1 | 15 января 2004  | Мали         | 0:2  | —           | Товарищеский матч                               |
| 2 | 25 января 2004  | Камерун      | 1:1  | —           | Кубок африканских наций 2004 (групповой этап)   |
| 3 | 8 февраля 2004  | Марокко      | 1:3  | —           | Кубок африканских наций 2004 (1/4 финала)       |
| 4 | 17 августа 2004 | Буркина-Фасо | 2:2  | —           | Товарищеский матч                               |
| 5 | 5 сентября 2004 | Габон        | 0:3  | —           | Отборочный матч чемпионата мира по футболу 2006 |
| 6 | 9 октября 2004  | Руанда       | 1:1  | —           | Отборочный матч чемпионата мира по футболу 2006 |
| 7 | 17 ноября 2004  | Сенегал      | 1:2  | —           | Товарищеский матч                               |
| 8 | 27 марта 2005   | Руанда       | 1:0  | —           | Отборочный матч чемпионата мира по футболу 2006 |
| 9 | 15 ноября 2006  | Буркина-Фасо | 1:2  | —           | Товарищеский матч                               |

Итого: 9 матчей; 1 победа, 3 ничьих, 5 поражений.
(откорректировано по состоянию на 15 ноября 2006)